# Бонабарт, Андерсон
Андерсон Бонабарт (родился 4 мая 1980 года) — бывший микронезийский пловец, специализировавшийся на соревнованиях по плаванию свободным стилем на короткие дистанции. Бонабарт прошёл квалификацию на дистанции 50 м вольным стилем среди мужчин на летние Олимпийские игры 2004 года в Афинах, получив второе место от FINA за время 28,07. На Олимпиаде в первом заплыве Андерсон установил рекорд Микронезии 26,75 с, что позволило ему пройти и возглавить второй заплыв против семи других пловцов, в том числе 15-летнего Малика Уильямса из Антигуа и Барбуды. Бонабарту не удалось выйти в полуфинал. В итоге он занял шестьдесят восьмое место в общем зачёте из 86 пловцов на предварительном этапе.